# Oosterbeek
Oosterbeek ist ein Ortsteil der Gemeinde Renkum in der niederländischen Provinz Gelderland. Oosterbeek liegt etwa 5 km westlich von Arnhem.
Im 19. Jahrhundert war Oosterbeek Sitz einer Künstlerkolonie.
In Oosterbeek befinden sich die Kriegsgräberstätte Arnhem Oosterbeek War Cemetery und das Airborne Museum Hartenstein; außerdem das Hotel de Bilderberg, das namensgebend für die Bilderberg-Konferenzen ist, weil hier 1954 das erste Treffen stattfand.

## Persönlichkeiten
- Kate ter Horst (1906–1992), lebte ab 1941 in Oosterbeek und wurde während des Beschusses des Dorfes durch die Betreuung britischer Verwundeter während der Schlacht um Arnheim als „Engel von Arnheim“ bekannt.
- Jette van der Meij (* 1954), Schauspielerin
- Dagmar Vermeulen (* 1975), Squashspielerin